# كاليني (أورن)
كاليني هي بلدية في أورن في شمال غرب فرنسا.